# Терновский, Василий Николаевич
Василий Николаевич Терновский (7 [19] августа 1888, Ташкент — 15 сентября 1976, Москва) — советский анатом, историк медицины, академик AMН СССР (1944).

## Биография
Родился в семье землемера, окончил ташкентскую гимназию в 1907 году.
В 1912 году окончил физико-математический факультет Московского университета, в 1915 году окончил экстерном с отличием медицинский факультет Московского университета со степенью лекаря.
Участник Первой мировой войны, служил врачом в хирургическом отряде Красного Креста на Западном фронте.
В 1920—1924 годах работал на кафедре анатомии МГУ, в 1922 году защитил докторскую диссертацию по теме «Анатомия вегетативной нервной системы».
В 1924—1944 годах — заведующий кафедрой анатомии Казанского мединститута. В 1927 году был отправлен в командировку в Германию, Нидерланды, Австрию и во Францию.
В 1944—1949 годах — заведующий кафедрой анатомии человека 2-го ММИ, заведующий отделом анатомии Института нормальной и патологической морфологии АМН СССР.
Осенью 1949 года отдел анатомии был расформирован по предложению заместителя директора института по научной работе Я. Л. Рапопорта, поддержанному директором института академиком А. И. Абрикосовым ввиду «полной убеждённости в его научной бесплодности и в бессовестном расходовании на его паразитическое существование государственных средств». Причиной такого решения стали примитивные из года в год научные планы отдела, а также получивший огласку в печати скандал с изданием Медгизом за авторством Терновского краткого руководства по анатомической технике, оказавшегося плагиатом немецкого руководства, приложенного к учебнику анатомии, с вкраплением «оригинального вклада Терновского в виде неряшливо выполненных контурных изображений некоторых анатомических деталей, свидетельствующих об элементарном невежестве исполнителя». Президиум Академии медицинских наук СССР (АМН СССР) согласился с предложением и аргументацией института и утвердил представление о полном сокращении отдела из 24 человек.
После этого в Президиум академии для ответа по существу был переслан донос, написанный в адрес Л. П. Берии:

Глубокоуважаемый Лаврентий Павлович! Считаем необходимым обратить Ваше внимание на Институт нормальной и патологической морфологии Академии медицинских наук. Директором этого института состоит академик А. И. Абрикосов, но за его спиной действует шайка еврейских буржуазных националистов, ставящих своей задачей разрушение русской науки. Во главе этой шайки стоит профессор Я. Л. Рапопорт. <…> Эта шайка, возглавляемая Рапопортом, при попустительстве академика Абрикосова, ликвидировала отдел анатомии Института морфологии, во главе которого стоял крупнейший ученый, действительный член Академии медицинских наук, профессор В. Н. Терновский. Отдел анатомии был лучшим научным отделом института, его украшением, выпускавшим замечательные научные работы.— Рапопорт Я. Л. На рубеже двух эпох. Дело врачей 1953 года
Данные обвинения были убедительно опровергнуты президиумом и мгновенного продолжения не получили, однако были впоследствии предъявлены Рапопорту как доказательство его антисоветской деятельности в период следствия по «Делу врачей» в феврале — марте 1953 года.
Переводчик (совместно с С. П. Шестаковым) труда Андреаса Везалия «О строении человеческого тела» в семи книгах. По свидетельству Я. Л. Рапопорта, «все научные планы отдела анатомии и все отчёты об их выполнении из года в год заключались в редактировании перевода на русский язык произведения средневекового анатома Везалия, и когда, наконец, этот средневековый „Везалий“ увидел русский свет, то, как утверждали, перевод был сделан не с оригинала, написанного на латинском языке, а с современного немецкого его перевода».
Являлся ответственным редактором шеститомного издания «Канона врачебной науки» Ибн Сины и редактором «Трактата о медицине» Цельса. Совместно с Ю. Ф. Шульцем был издан «Салернский кодекс здоровья» Арнольдуса де Вилланова.
Являлся членом Учёного совета Министерства здравоохранения СССР, Всесоюзного общества анатомов, гистологов и эмбриологов, Всесоюзного общества историков медицины, Международной академии истории медицины, Медико-исторического общества Швеции, Римской Академии, Всеболгарского общества историков медицины, Московского историко-медицинского общества.
Похоронен на Введенском кладбище (4 уч.).